# كايل هاريسون
كايل هاريسون (بالإنجليزية: Kyle Harrison)‏ هو لاعب اللاكروس أمريكي، ولد في 12 مارس 1983 في بالتيمور في الولايات المتحدة.